# تضخم اقتصادي

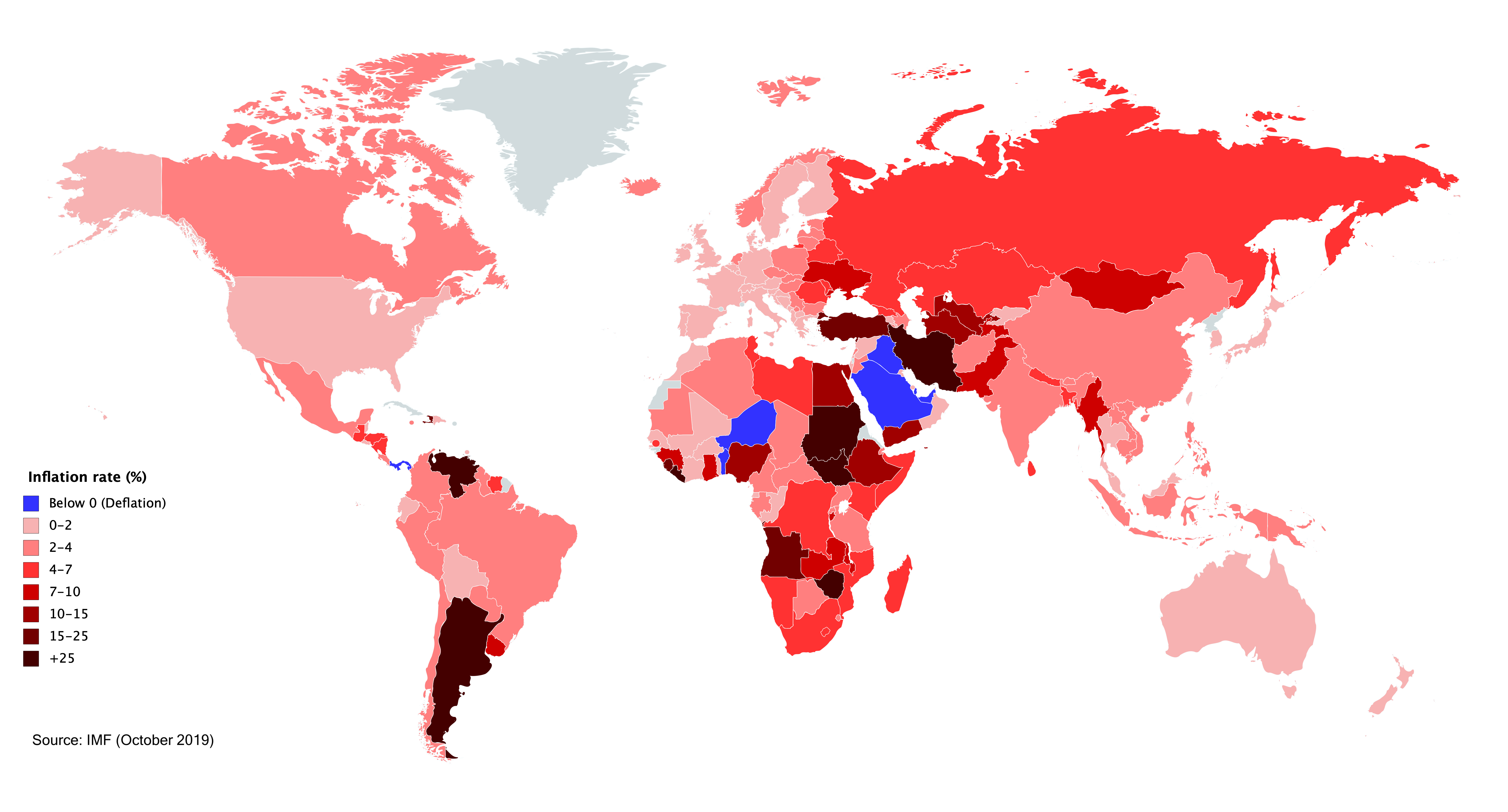
التضخم في أنحاء العالم 2019.

التضخم الاقتصادي (بالإنجليزية: Inflation) هو من أكبر الاصطلاحات الاقتصادية شيوعاً غير أنه على الرغم من شيوع استخدام هذا المصطلح فإنه لا يوجد اتفاق بين الاقتصاديين بشأن تعريفه، ويرجع ذلك إلى انقسام الرأي حول تحديد مفهوم التضخم حيث يُستخدم هذا الاصطلاح لوصف عدد من الحالات المختلفة مثل:
1. الارتفاع المفرط في المستوى العام للأسعار.
2. تضخم الدخل النقدي أو عنصر من عناصر الدخل النقدي مثل الأجور أو الأرباح.
3. ارتفاع التكاليف.
4. الإفراط في خلق الأرصدة النقدية.

ليس من الضروري أن تتحرك هذه الظواهر المختلفة في اتجاه واحد وفي وقت واحد، بمعنى أنه من الممكن أن يحدث ارتفاع في الأسعار دون أن يصحبه ارتفاع في الدخل النقدي، كما أنّه من الممكن أن يحدث ارتفاع في التكاليف دون أن يصحبه ارتفاع في الأرباح، ومن المحتمل أن يحدث إفراط في خلق النقود دون أن يصحبه ارتفاع في الأسعار أو الدخول النقدية.
وبعبارة أخرى فإن الظواهر المختلفة التي يمكن أن يطلق على كل منها «التضخم» هي ظواهر مستقلة عن بعضها بعضاً إلى حد ما، وهذا الاستقلال هو الذي يثير الإرتباك في تحديد مفهوم التضخم.
ويميز اصطلاح التضخم بالظاهرة التي يطلق عليها وبذلك تتكون مجموعة من الاصطلاحات وتشمل:
1. تضخم الأسعار: أي الارتفاع المفرط في الأسعار.
2. تضخم الدخل: أي ارتفاع الدخول النقدية مثل تضخم الأجور وتضخم الأرباح.
3. تضخم التكاليف: أي ارتفاع التكاليف.
4. التضخم النقدي: أي الإفراط في إصدار العملة النقدية.
5. تضخم الائتمان المصرفي: أي التضخم في الائتمان.

يرى بعض الكتّاب أنه عندما يستخدم تعبير «التضخم» دون تمييز الحالة التي يطلق عليها فإن المقصود بهذا الاصطلاح يكون تضخم الأسعار وذلك لأن الارتفاع المفرط في الأسعار هو المعنى الذي ينصرف إليه الذهن مباشرة عندما يذكر اصطلاح التضخم.
كما يمكن تعريف التضخم بأنه الارتفاع المستمر في المستوى العام للأسعار في اقتصاد دولة ما عبر الزمن.
ومن هنا يمكن ملاحظة أن:
1. المستوى العام للأسعار هو متوسط أسعار السلع والخدمات المستهلكة في الاقتصاد خلال سنة معينة. ويتم استخدام رقم قياسي موحد لمتوسط أسعار السلع والخدمات باستخدام أسعار المستهلكين أو أسعار المنتجين.
2. التضخم عبارة عن ارتفاع مستمر ومؤثر في المستوى العام للأسعار وبالتالي فإن الزيادة المؤقتة لا تعتبر تضخماً. ويجب ملاحظة أن التضخم يعمل على تقليل القوة الشرائية للأفراد (كمية السلع والخدمات التي يمكن شرائها في حدود الدخل المتاح حيث أن التضخم يمثل ارتفاع مستمر في أسعار السلع والخدمات).

## سمات ظاهرة التضخم
من أبرز سمات ظاهرة التضخم:
- أنها نتاج لعوامل اقتصادية متعددة، قد تكون متعارضة فيما بينها، فالتضخم ظاهرة معقدة ومركبة ومتعددة الأبعاد في آن واحد.
- ناتجة عن اختلال العلاقات السعرية بين أسعار السلع والخدمات من ناحية، وبين أسعار عناصر الإنتاج (مستوى الأرباح والأجور وتكاليف المنتج) من ناحية أخرى.
- انخفاض قيمة العملة مقابل أسعار السلع والخدمات، والذي يعبر عنه بـ«انخفاض القوة الشرائية».

## تاريخ التضخم
في القرن التاسع عشر كان التركيز على جانب واحد من جوانب التضخم وهو (التضخم النقدي)، (بحيث إذا ازداد عرض النقود بالنسبة إلى الطلب عليها انخفضت قيمتها، وبعبارة أخرى، أرتفع مستوى الأسعار، وإذا ازداد الطلب على النقود بالنسبة إلى عرضها أرتفعت قيمتها، وبعبارة أخرى انخفض مستوى الأسعار).
ثم كانت تحليلات الاقتصادي "كينز"، حيث ركز على العوامل التي تحكم مستوى الدخل القومي النقدي، وخاصة ما يتعلق بالميل للاستهلاك، وسعر الفائدة، والكفاءة الحدية لرأس المال. وهكذا توصل «كينز» إلى أن التضخم هو: زيادة حجم الطلب الكلي على حجم العرض الحقيقي زيادة محسوسة ومستمرة، مما يؤدي إلى حدوث سلسلة من الارتفاعات المفاجئة والمستمرة في المستوى العام للأسعار، وبعبارة أخرى تتبلور ماهية التضخم في وجود فائض في الطلب على السلع، يفوق المقدرة الحالية للطاقة الإنتاجية.
وفي النصف الثاني للقرن العشرين ظهرت المدرسة السويدية الحديثة، بحيث جعلت للتوقعات أهمية خاصة في التحليل النقدي للتضخم، فهي ترى أن العلاقة بين الطلب الكلي والعرض الكلي لا تتوقف على خطط الإنفاق القومي من جهة وخطط الإنتاج القومي من جهة أخرى، أو بعبارة أدق تتوقف على العلاقة بين خطط الاستثمار وخطط الادخار.

## أنواع التضخم
1. التضخم الأصيل: يتحقق هذا النوع من التضخم حين لا يقابل الزيادة في الطلب الكلي زيادة في معدّلات الإنتاج مما ينعكس أثره في ارتفاع الأسعار.

1. التضخم الزاحف: يتسم هذا النوع من أنواع التضخم بارتفاع بطيء في الأسعار. وهذا النوع من التضخم يحصل عندما يزداد الطلب بينما العرض أو الإنتاج ثابت (مستقر) فيؤدي إلى ارتفاع في الأسعار.

مستوى الأسعار قد يرتفع بشكل طبيعي إلى 10%.
1. التضخم المكبوت : وهي حالة يتم خلالها منع الأسعار من الارتفاع من خلال سياسات تتمثل بوضع ضوابط وقيود تحول دون اتفاق كلي وارتفاع الأسعار.

1. التضخم المفرط: وهي حالة ارتفاع معدلات التضخم بمعدلات عالية يترافق معها سرعة في تداول النقد في السوق، وقد يؤدي هذا النوع من التضخم إلى انهيار العملة الوطنية، كما حصل في كل من ألمانيا بين عامي 1921 و1923 م إبان فترة حكم جمهورية فايمار، وفي هنغاريا عام 1945 م، بعد الحرب العالمية الثانية (الأمين، 1983: 35).

مستوى الأسعار قد يتجاوز الارتفاع 50% في الشهر الواحد (كل شهر) أو أكثر من 100% خلال العام.

## أسباب نشوء التضخم
ينشأ التضخم بفعل عوامل اقتصادية مختلفة ومن أبرز هذه الأسباب:
1. تضخم ناشئ عن التكاليف: ينشأ هذا النوع من التضخم بسبب ارتفاع التكاليف التشغيلية في الشركات الصناعية أو غير الصناعية، كمساهمة إدارات الشركات في رفع رواتب وأجور منتسبيها من العاملين ولاسيما الذين يعملون في المواقع الإنتاجية والذي يأتي بسبب مطالبة العاملين برفع الأجور (العمر، 1416 هـ: 40).

1. تضخم ناشئ عن الطلب: ينشأ هذا النوع من التضخم عن زيادة حجم الطلب النقدي والذي يصاحبه عرض ثابت من السلع والخدمات، إذ أن ارتفاع الطلب الكلي لا تقابله زيادة في الإنتاج، مما يؤدي إلى ارتفاع الأسعار.[1]

1. تضخم حاصل من تغييرات كلية في تركيب الطلب الكلي في الاقتصاد أو تغيرات في الطلب النقدي حتى لو كان هذا الطلب مفرطاً أو لم يكن هناك تركز اقتصادي إذ أن الأسعار تكون قابلة للارتفاع وغير قابلة للانخفاض رغم أنخفاض الطلب.

1. تضخم ناشئ عن ممارسة الحصار الاقتصادي تجاه دول أخرى، تمارس من قبل قوى خارجية، كما حصل للعراق وكوبا من قِبل أمريكا ونتيجة لذلك يَنعدم الاستيراد والتصدير في حالة الحصار الكلي مما يؤدي إلى ارتفاع معدلات التضخم وبالتالي انخفاض قيمة العملة الوطنية وارتفاع الأسعار بمعدلات غير معقولة (البازعي، 1997 م: 91).

1. زيادة الفوائد النقدية: ورجّح بعض الباحثين مؤخرا أن الزيادة في قيمة الفوائد النقدية عن قيمتها الإنتاجية أو الحقيقية من أحد أكبر أسباب التضخم كما بين ذلك جوهان فيليب بتمان في كتابه كارثة الفوائد. وهذا ليس غريبا فالاقتصادي كينز عبّر عن ذلك بقوله في كتابه: (يزداد الازدهار الاقتصادي في الدولة كلما اقتربت قيمة الفائدة من الصفر).

## العلاقة بين التضخم وسعر الصرف
تعد أسعار الصرف الموازية لأسعار الصرف الرسمية واحداً من المؤشرات الاقتصادية والمالية المُعبرة عن متانة الاقتصاد لأية دولة سواء كانت من الدول المتقدمة أم الدول النامية، وتتأثر أسعار الصرف بعوامل سياسية واقتصادية متعددة، ومن أشد هذه العوامل الاقتصادية، التضخم، ومعدلات أسعار الفائدة السائدة في السوق، اللذان يعكسان أثرهما في سعر الصرف للعملة الوطنية في السوق الموازية لسعر الصرف الرسمي الوطني.

## العلاقة بين التضخم وارتفاع الأسعار
وتفسير التضخم بوجود فائض الطلب يستند إلى المبادئ البسيطة التي تتضمنها قوانين العرض والطلب، فهذه القوانين تقرر أنه - بالنسبة لكل سلعة على حدة - يتحدد السعر عندما يتعادل الطلب مع العرض. وإذا حدث إفراط في الطلب - فإنه تنشأ فجوة بين الطلب والعرض، وتؤدي هذه الفجوة إلى رفع السعر، وتضيق الفجوة مع كل ارتفاع في السعر حتى تزول تماماً وعندئذً يستقر السعر ومعنى ذلك أنه إذا حدث إفراط في الطلب على أية سلعة فإن التفاعل بين العرض والطلب كفيل بعلاج هذا الإفراط عن طريق ارتفاع الأسعار.
وهذه القاعدة البسيطة التي تفسر ديناميكية تكوين السعر في سوق سلعة معينة يمكن تعميمها على مجموعة أسواق السلع والخدمات التي يتعامل بها المجتمع. فكما أن إفراط الطلب على سلعة واحدة يؤدي إلى رفع سعرها، فإن إفراط الطلب على جميع السلع والخدمات - أو الجزء الأكبر منها - يؤدي إلى ارتفاع المستوى العام للأسعار وهذه هي حالة التضخم.

## العلاقة بين التضخم والكساد
شهد الاقتصاد العالمي عدة تقلبات وموجات من التضخم والكساد، تعود في الأساس إلى عدم مقدرة الأدوات التي تعتمد سعر الفائدة على إدارة النشاط الاقتصادي.ولما كانت المصارف أهم أدوات تنفيذ السياسات الاقتصادية الرامية إلى تحقيق التنمية الاقتصادية والاجتماعية، فعندما اجتاحت العالم حالة كساد كبير حدثت بطالة قاسية فكانت النتيجة مزيدا من المجاعات والبؤس، عندئذ تصدى العالم الاقتصادي (كينز) لدراسة تلك الظاهرة ووضع تعريفا لتلك الظاهرة جاء فيه أن الكساد أو الركود يعني الهبوط المفاجئ للفاعلية الحدية لرأس المال بإحداثه نقصا في الاستثمارات ومن ثم الإنتاج وفي الطلب الفعال.
كل ذلك يؤدي إلى عدم التوازن بين الادخار والاستثمار، بحيث ينخفض الاستثمار وتقل العمالة، ويقل مستوى الدخل القومي، ويميل الناس إلى الأكتناز، ويتراكم المخزون لدى أرباب العمل، وما إلى هنالك. أما تعريفات الاقتصاديين المعاصرين لتلك الظاهرة فأهمها التعريف الذي جاء فيه: (إن مظهر الركود الاقتصادي يتجلى في تزايد المخزون السلعي فيما بين التجار من ناحية والتخلف عن السداد للأوراق التجارية والشيكات فيما بين التجار من ناحية أخرى).

## إجراءات الحد من التضخم
يمكن الحد من التضخم باتخاذ السياسات المالية والنقدية التالية:

### أ-السياسة المالية
أولاً: تضع وزارة المالية السياسة المالية (fiscal policy) للدولة وبموجبها تتحدد مصادر الإيرادات واستخداماتها والفائض (surplus) في الموازنة (Budget) ويؤدي إلى تقليل حجم السيولة المتاحة. وبالتالي سيؤدي ذلك إلى خفض معدل التضخم.
ثانياً: تبيع وزارة المالية الدين العام إلى الجمهور وبالتالي تسحب النقد المتوفر في السوق ليحد ذلك من النقد المعروض.
ثالثاً: زيادة الضرائب على السلع الكمالية التي تتداولها القلة من السكان من أصحاب الدخول المرتفعة.
رابعا: خفض الإنفاق الحكومي: يعد الإنفاق الحكومي أحد الأسباب المؤدية إلى زيادة المتداول من النقد في السوق، وبالتالي فإن الحد من هذا الإنفاق وتقليصه سيؤدي إلى خفض النقد المتداول في الأسواق (البازعي، 1997 م: 188).

### ب-السياسة النقدية
تتولى المصارف المركزية في الدول المختلفة وضع وتنفيذ السياسات النقدية باعتماد مجموعة من الأدوات الكمية والنوعية:
أولاً: الأدوات الكمية:
1. زيادة سعر إعادة الخصم: ومن النشاطات الاعتيادية التي تقوم المصارف التجارية بها: خصم الأوراق التجارية للأفراد وفي حالات أخرى تقوم بإعادة خصمها لدى المصرف المركزي وفي هذه الحالة يقوم المصرف المركزي برفع سعر إعادة الخصم بهدف التأثير في القدرة الانتمائية للمصارف من أجل تقليل حجم السيولة المتداولة في السوق ويعد هذا الإجراء واحداً من الإجراءات لمكافحة التضخم.
2. دخول المصارف (البنوك المركزية) إلى الأسواق بائعة للأوراق المالية وذلك من أجل سحب جزاء من السيولة المتداولة في السوق. أو ما يسمى بدخول السوق المفتوحة.
3. زيادة نسبة الاحتياط القانوني. تحتفظ المصارف التجارية بجزء من الودائع لدى البنوك المركزية وكلما ارتفعت هذه النسبة كلما انخفضت القدرة الانتمائية لدى المصارف.
ثانياً: الأدوات النوعية:
أما الأدوات النوعية فإنها تتلخص بطريقة الإقناع لمدراء المصارف التجارية والمسؤولين فيها عن الائتمان المصرفي، بسياسة الدولة الهادفة إلى خفض السيولة المتداولة في الأسواق، وهذه السياسة فعالة في الدولة النامية بشكل أكبر مما في دول أخرى.
ثالثاً: معدلات الفائدة:
غالباً ما تقترن معدلات الفائدة بمصادر التمويل المقترضة سواء أكانت هذه المصادر قصيرة، أم متوسطة، أم طويلة الأجل، إذ يخصص رأس المال في إطار النظرية المالية من خلال أسعار الفائدة، وتتفاوت هذه الأسعار حسب تفاوت أجال الاقتراض، فالفوائد على القروض قصيرة الأجل تكون أقل في حين تكون أسعار الفائدة على القروض طويلة الأجل مرتفعة بينما أسعار الفائدة على القروض متوسطة الأجل تكون بين السعرين وتزداد أسعار الفائدة عند تزايد الطلب على رؤوس الأموال الحاصل عن الرواج الاقتصادي.
وقد تتوفر فرص استثمارية تشجع المستثمرين على استغلال هذه الفرص الاستثمارية. ولتوقعات المستثمرين أثر واضح في زيادة الطلب على رؤوس الأموال، إذ تتجه توقعاتهم بأن الحالة الاقتصادية في تحسن وأن رواجا اقتصادياً سيؤدي إلى توفر فرص استثمارية متاحة أمام المستثمرين ولذلك يزداد الطلب على رؤوس الأموال وعلى شكل قروض قصيرة الأجل الأمر الذي يؤدي إلى زيادة أسعار الفائدة القصيرة الأجل بشكل يفوق أسعار الفائدة على القروض طويلة الأجل خلافاً للقاعدة التي تقول انّ أسعار الفائدة على القروض طويلة الأجل أكثر من الفوائد على القروض قصيرة الأجل.
وتتأثر أسعار الفائدة بعدة عوامل يترتب على مؤثرات هذه العوامل أن يطلب المقرض (الدائن) علاوات تضاف إلى أسعار الفائدة الحقيقية ومن أبرز هذه العوامل (البازعي، 1997 م: 221):

### معدل التضخم
تؤثر معدلات التضخم في تكاليف الإنتاج الصناعية لمنشآت الأعمال عموماً ولذلك يزداد الطلب على رأس المال لتغطية هذه التكاليف. وكما أشير إليه سابقاً فان انخفاض القوة الشرائية للنقد تسبب ازدياد الحاجة إلى التمويل. وعلى افتراض أن تقديرات إحدى منشآت الأعمال، أشارت إلى أن كلفة خط إنتاجي مقترح ضمن خطتها السنوية للسنة القادمة بلغت (10) مليون دينار، وعندما أرادت تنفيذ الخط الإنتاجي تبين أن هذا المبلغ لا يكفي لتغطية تكاليف إقامة هذا الخط الإنتاجي، بل يتطلب (15) مليون دينار (البسام، 1999 م: 92).
هذه الزيادة ناتجة عن ازدياد معدل التضخم وانخفاض قيمة العملة الوطنية، مما أدى إلى زيادة الطلب على رأس المال، وزيادة الطلب هذه تؤدي إلى زيادة أسعار الفائدة على التمويل المقترض، إذا تأثرت القرارات المالية لمنشأة الأعمال ولا يقتصر الـتأثير على أسعار الفائدة بل يؤثر التضخم في أسعار الصرف للعملة الوطنية تجاه العملات الأخرى، وتنسجم أسعار الفائدة مع معدلات التضخم. ففي ألمانيا كانت أسعار الفائدة أقل من نظيرتها في الولايات المتحدة الأمريكية ويعود السبب إلى أن معدل التضخم في ألمانيا كان أقل منه في أمريكا.

### العرض والطلب
يزداد الطلب على اقتراض الأموال في الحالات التي يكون فيها الاقتصاد الوطني للدولة في حالة انتعاش ورواج، وذلك لتوفر فرص استثمارية للمستثمرين وباختلاف مستويات العائد والمخاطرة المتوقعين لأية فرصة استثمارية، يتم اختيارها، ويصاحب هذه الزيادة في الطلب على الأموال زيادة في أسعار الفائدة، في حين زيادة عرض الأموال يؤدي إلى انخفاض أسعار الفائدة.

## معدل إعادة التضخم
يطلق معدل إعادة التضخم على معدل الفائدة الذي يجنيه البنك المركزي في مقابل ادائه للمقابل النقدي للحوالات أو السندات التي تقدمها موسسات القرض أو البنوك التجارية وكذا الخزينة وذلك قبل أن يحين موعد ادائها

## مؤشرات التضخم
يوجد العديد من أنواع لمؤشرات التضخم منها: مؤشر أسعار المستهلك ومتوسط أسعار الجملة ومؤشر أسعار المنتجين.

مؤشر اسعار المستهلك في الولايات المتحدة الامريكية خلال 1913 - 2021